# Juan Colmán
Juan Carlos Colmán (ur. 15 grudnia 1922 w Concordii, zm. 21 września 1999) – argentyński piłkarz noszący przydomek Comisario, obrońca.
Urodzony w mieście Concordia (prowincja Entre Ríos) Colman karierę piłkarską rozpoczął w klubie Newell’s Old Boys Rosario. Jako piłkarz klubu Newell’s Old Boys wziął udział w turnieju Copa América 1947, gdzie Argentyna trzeci raz z rzędu zdobyła tytuł mistrza Ameryki Południowej. Colman zagrał w pięciu meczach - z Paragwajem (w 42 minucie meczu zastąpił na boisku José Marante), Boliwią, Peru, Chile (w 76 minucie zastąpił José Marante) i Kolumbią.
W 1950 roku przeszedł do klubu Boca Juniors, gdzie zadebiutował 2 kwietnia w przegranym 0:2 meczu z Racing Club de Avellaneda. W roku debiutu sięgnął wraz ze swym klubem po wicemistrzostwo Argentyny. W 1954 roku razem z Boca Juniors zdobył tytuł mistrza Argentyny.
Jako piłkarz klubu Boca Juniors wziął udział w turnieju Copa América 1955, gdzie Argentyna zdobyła mistrzostwo Ameryki Południowej. Colman zagrał w dwóch meczach – z Ekwadorem (w 71 minucie zastąpił Pedro Dellachę) i Peru.
Nadal jako piłkarz klubu Boca Juniors wziął udział w turnieju Copa América 1956, gdzie Argentyna została wicemistrzem Ameryki Południowej. Colman zagrał w trzech meczach - z Chile, Paragwajem i Brazylią (w 42 minucie zmienił go José García Pérez).
W klubie Boca Juniors Colman grał do 1957 roku – ostatni raz wystąpił 5 maja w wygranym 1:0 meczu z Estudiantes La Plata. Łącznie w barwach Boca Juniors rozegrał 174 mecze (15 582 minuty), w tym w lidze 171 meczów.
Colman grał także w klubie Atlanta Buenos Aires, a na koniec kariery, w latach 1960–1963 występował w klubie Sportivo Dock Sud.
Łącznie w pierwszej lidze argentyńskiej Colman rozegrał 394 mecze, natomiast w reprezentacji Argentyny – 13 meczów.